# 孔胤圭
孔胤圭（？年—1641年），號浮筠，山東曲阜縣（今山東省曲阜市）人。明朝政治人物，孔子第六十五代孫。崇禎丁丑進士。

## 生平
天啓四年（1624年）甲子科山東鄉試第二十六名舉人，崇禎十年（1637年）丁丑科三甲第一百九十二名進士。户部觀政，十二年授大同知縣，崇禎十三年（1640年）任直隸曲周縣知縣，十四年去世。

## 家族
曾祖孔聞聦，南城副兵馬指挥；祖孔貞樗，海州知州朝列大夫；父孔尚烨，岁贡生。